# Laguiolemes

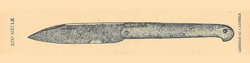
Lagiole droit, de oudste vorm van het laguiolemes.

Laguiolemessen (laguiole wordt in het Frans uitgesproken als lagjol) zijn messen die gemaakt worden volgens de traditionele vorm en methodes uit de streek rond Laguiole in de Zuid-Franse regio Aubrac in het departement Aveyron.
Laguiole is een merknaam noch de naam van een bedrijf, maar de naam die wordt geassocieerd met de bepaalde vorm van het mes.

Messen met deze vorm worden ook goedkoop vervaardigd in het Verre Oosten, maar dit zijn niet de ambachtelijke messen die traditioneel in de streek rond Laguiole worden gemaakt.

## Geschiedenis

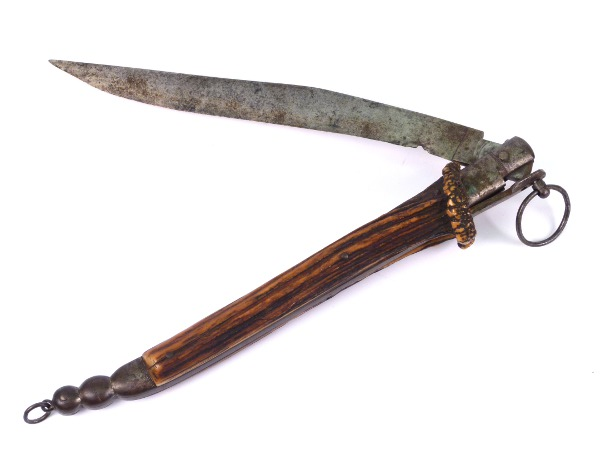
Spaanse Navaja te dateren rond 1790; het lemmet heeft de vorm van een yatagan en een gebogen heft, die beide de ontwikkeling van het klassieke laguiolemes hebben beïnvloed.

In het begin van de 19e eeuw werden in het dorpje Laguiole zakmessen en tafelmessen gemaakt voor schaapherders en boeren in de regio. Zeer waarschijnlijk werd de vorm sterk beïnvloed door het Arabisch-Spaanse knipmes uit Andalusië, de navaja.
Het laguiolemes werd volgens sommigen ontworpen door Jean-Pierre Calmels (1813-1876). Heft en lemmet waren nog recht, het zogenaamde laguiole droit ofwel 'rechte mes'. Dit mes had een slot dat voorkomt dat het lemmet in zijn geheel werd ingeklapt. Ter beveiliging van staal en vingers kwam het eerst tot de helft. De trek van herders en hun kudden tussen Zuid-Frankrijk en Catalonië zorgde voor de introductie van de navaja in Frankrijk.
Rond 1880 werd het eerste mes ontworpen dat ook een kurkentrekker had op verzoek van de horeca in Auvergne. Niet ver van Laguiole ligt Thiers, waar na de Eerste Wereldoorlog het grootste gedeelte van de productie van handgemaakte messen naartoe verhuisde. In de jaren 80 van de 20e eeuw begon een groep liefhebbers met de productie van het merk Forge de Laguiole, tot vandaag de enige merk dat in het dorp Laguiole is gevestigd. In Thiers zijn nog twee werkplaatsen die hun oorsprong hebben in Laguiole, Laguiole en Aubrac en Fontenille Pataud, en deze drie zijn de enige die de Laguioletraditie op productieniveau in ere houden. Ook zijn er nog enkele kleine werkplaatsen waar op kleine schaal – maar op authentieke wijze – bijzondere messen op bestelling worden gemaakt.

## Het Laguiole-design

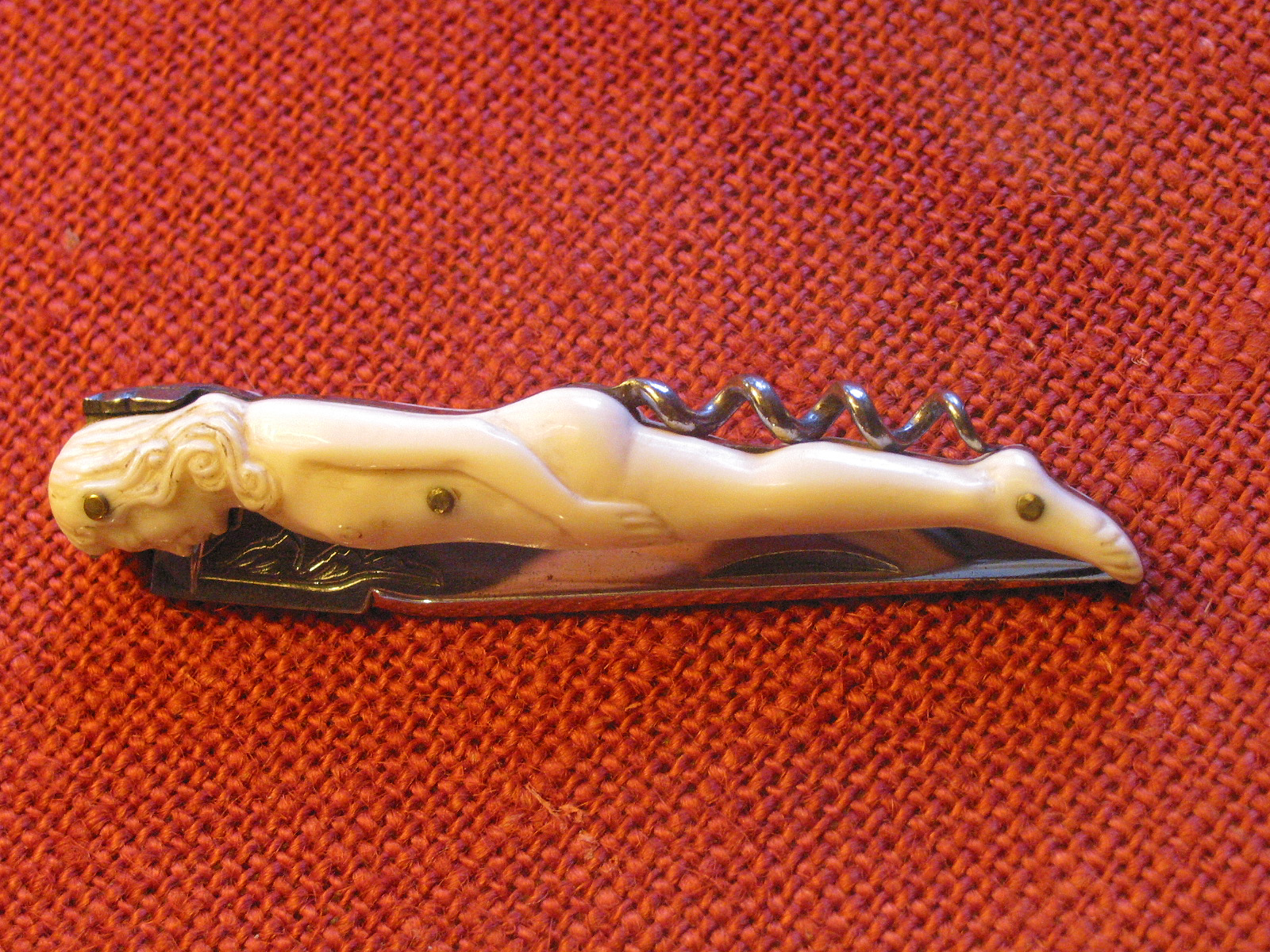
Laguiolemes met kurkentrekker uit het begin van de 20e eeuw, het ivoren heft gesneden in vorm van een naakte vrouw

Voor de productie van een Laguiolemes zijn 109 stappen nodig. Wordt er naast het mes ook een kurkentrekker en priem toegevoegd, dan loopt het aantal bewerkingen op tot 216. De volgende kenmerken kunnen voorkomen op het typische vouwmes:
- het is vrij lang (opengevouwen circa 20-22 cm) en smal.
- het heft kan bestaan uit buffelhoorn of houtsoorten zoals bijvoorbeeld mahonie, olijf, walnoot, jeneverbes, kersen, ebben, teak en eik. Ivoor wordt uiteraard niet meer gebruikt.
- het lemmet wordt vervaardigd van uitsluitend uitstekende kwaliteit metaal. Ofwel het Zweedse 12C27-staal wordt gebruikt ofwel het Franse T12, en deze aanduidingen worden in het staal gestanst. De verschillen zijn niet zo groot, maar het lemmet moet uiteraard voldoen aan een aantal eisen :

1. het vermogen om te snijden moet uiteraard uitstekend zijn.
2. roestvorming moet worden voorkomen bij normaal dagelijks gebruik.
3. makkelijk te slijpen zijn.
4. makkelijk glanzend te polijsten zijn.
5. Forge de Laguiole voegt daar nog de eis aan toe dat het staal uit Frankrijk moet komen.

- een 'herderskruis' wordt toegevoegd, meestal in de vorm van klinknagels in het heft, refererend aan de legende van katholieke herders die behoefte hadden aan gebed tijdens hun trektochten naar Spanje. Ver weg van een kapel of kerk staken zij hun mes in de grond – als het kruis naar hen gericht was konden ze zo hun gebed uitspreken.
- het insectvormig logo: een onderdeel van het vouw- en blokkeermechanisme op de rug van het heft. Hierover bestaan twee theorieën: het ontwerp zou een bij voorstellen die door keizer Napoleon Bonaparte werd uitgereikt aan moedige soldaten – de bij was door Napoleon aangenomen als keizerlijk symbool. Deze uitleg moet als onwaarschijnlijk worden beschouwd omdat deze "bij" op het laguiolemes pas werd geïntroduceerd na de Tweede Wereldoorlog, meer dan een eeuw na de dood van Napoleon. Technisch gesproken is "la mouche" (de vlieg) waarschijnlijker: deze dient om de duim te laten rusten op het gedeelte boven de springveer van het roterende lemmet. Oudere laguiolemessen tonen veel verschillend gedecoreerde springveren, die niet noodzakelijkerwijs duiden op insecten.

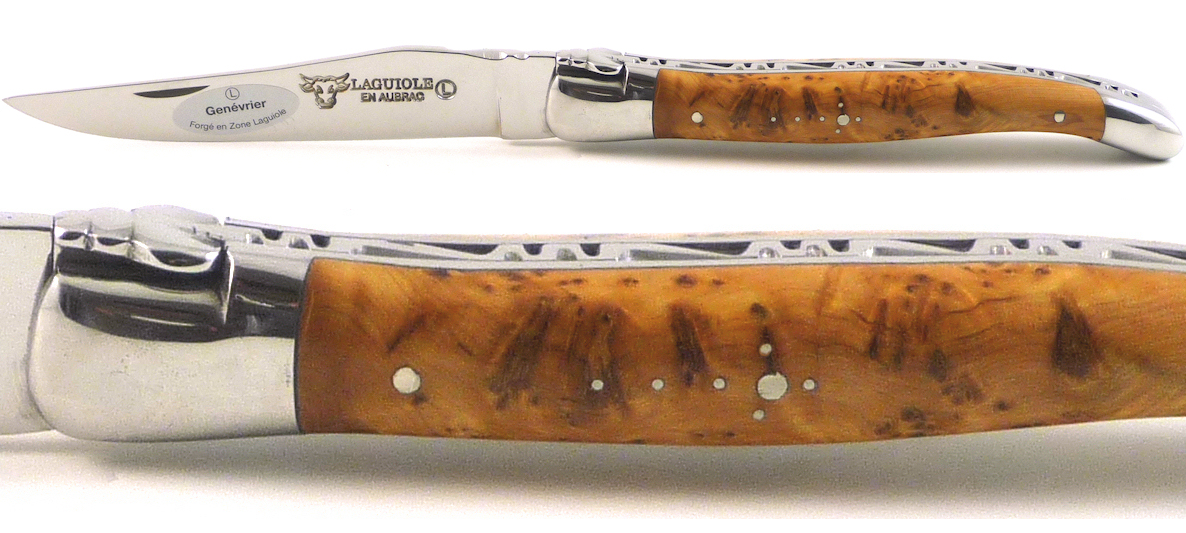
Laguiolemes in authentieke vorm, met goed zichtbaar het "herderskruis".

- de rug loopt ten opzichte van het heft recht of lichtjes omhoog over ongeveer 1/4de - 1/3de van de lengte, dan schuin neerwaarts naar de punt.
- de snede is vlijmscherp vanaf de voet, loopt recht over ongeveer 2/3de - 3/4de van de lengte, en kromt dan in toenemende mate naar de vrij scherpe punt.
- op de voet van het lemmet wordt vaak het soort staal vermeld waarvan het gemaakt is, op het lemmet zelf het merk en/of type van het mes en/of logo van de producent.

Opmerkingen :
- In de loop der jaren zijn er attributen toegevoegd bijvoorbeeld een kurkentrekker en/of een priem.
- Het resultaat van dit ambacht is een navenant hoge prijs.
- De vorm en grootte maakt dit mes ook uitermate geschikt als steakmes. In de streek van Laguiole zijn restaurants waar men geen mes op tafel legt, omdat de plaatselijke bevolking altijd een laguiolemes bij zich heeft. In Nederland deed de bekende culinair journalist Johannes van Dam hetzelfde of hij nu in een goedkoop of duur restaurant kwam: altijd ging zijn eigen mes mee.

## 'Authentieke' Laguiolemessen

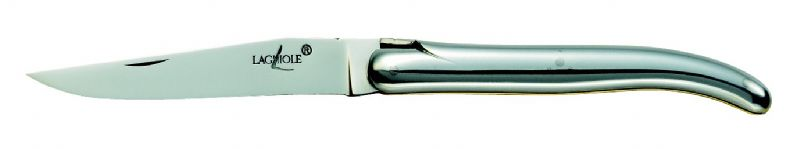
Dit mes werd voor Forge de Laguiole ontworpen door de Franse ontwerper van gebruiksvoorwerpen Philippe Starck

'Laguiole' is geen gedeponeerd merk, de naam noch de kenmerken zijn wettelijk beschermd. Wereldwijd maken producenten gebruik van Laguioles faam om eigen versies aan de man te brengen – vaak goedkoper, maar vaak ook van mindere kwaliteit.
De 'authentieke' messen worden nog steeds volledig met de hand vervaardigd in en rond de streek van Laguiole (bijvoorbeeld ook in Thiers). De regio trekt veel toeristen aan die de messen en ateliers komen bezichtigen. In sommige ateliers worden rondleidingen gegeven waarbij het vervaardigingsproces van de messen uit de doeken wordt gedaan.
De eerder vermelde designkenmerken zijn typisch voor het laguiolemes, maar zeker niet essentieel; authentieke messen krijgen bijvoorbeeld soms een ander logo, of vertonen geen herderskruis, terwijl niet-authentieke messen deze wel 'waarheidsgetrouw' vertonen. Voor leken is het onderscheid nauwelijks of niet te maken. Buiten het klassieke mes in laguiolestijl maken zij ook vergelijkbare producten: sport- en jachtmessen, messenkokers en -slijpers, flessenopeners, bestek en ander eetgerei. Consistent zijn echter de kwaliteit, waarbij op het lemmet het handelsmerk wordt gestanst.

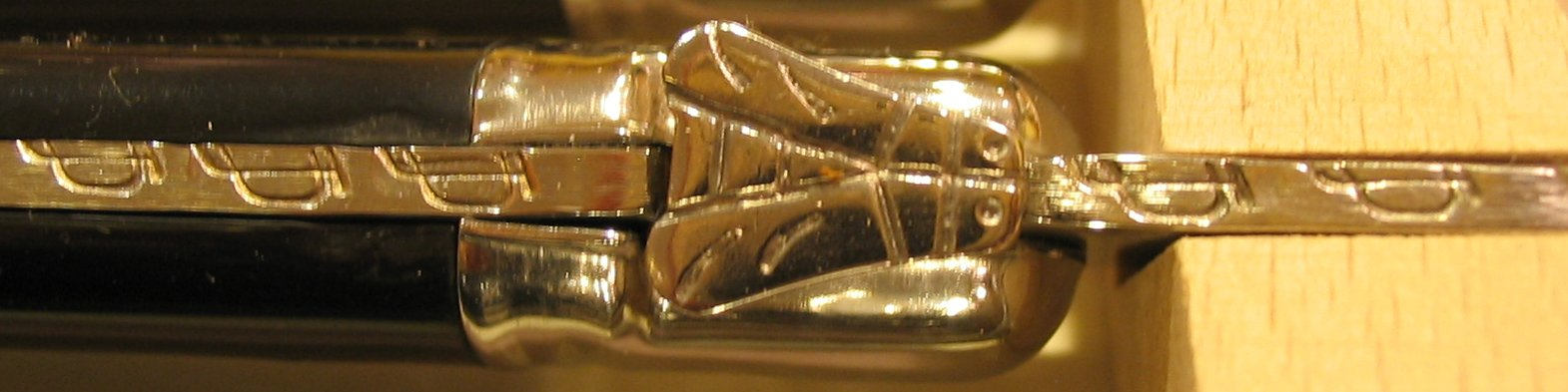
Laguiole-insect op het heft

Door enkele elementen kan de leek echt van namaak onderscheiden:
- Kartels: een echt laguiolemes heeft geen kartels. Kartels zijn de oorzaak dat het vlees meer wordt "gescheurd" dan "gesneden" en heeft weinig te maken met de originele traditie.
- Prijs: traditioneel wordt het mes volledig met de hand gemaakt, van begin tot eind. Daarnaast wordt een kwalitatief hoge staalsoort gebruikt en wordt gekozen voor fraai heftmateriaal. De kosten van handwerk en materiaal zijn hoog.
- Het heftmateriaal: buffelhoorn of hout.